# Giang Vĩnh
Giang Vĩnh (chữ Hán giản thể: 江永县, Hán Việt: Giang Vĩnh huyện) là một huyện thuộc địa cấp thị Vĩnh Châu, tỉnh Hồ Nam, Cộng hòa Nhân dân Trung Hoa. Huyện Giang Vĩnh có vị trí ở tọa độ: 110°32′- 110°56′ độ kinh đô，24°55′- 25°28 độ vĩ bắc. Huyện Giang Vĩnh có diện tích 1633 km2, chiều dài bắc-nam 63 km, đông-tây 55,5 km. Dân số của Giang Vĩnh năm 2001 là 239.000 người, trong đó dân số đô thị là 31.500 người. Huyện lỵ Giang Vĩnh đóng tại trấn 
Tiêu Phố.
Giang Vĩnh giáp Quán Dương của Quảng Tây, Hỉ Thành, Phú Xuyên, Giang Hoa và huyện Đạo.